# Stoff und Schnaps
Stoff und Schnaps è un singolo dei rapper olandesi Lil Kleine e Ronnie Flex, pubblicato l'8 luglio 2016.

## Descrizione
Brano hip hop, si tratta di una versione alternativa cantata in tedesco di Drank & Drugs, traccia contenuta nel mixtape New Wave dell'eponimo collettivo di artisti.

## Tracce
Testi di Jorik Scholten e Ronell Plasschaert, musiche di Julien Willemsen.
1. Stoff und Schnaps – 2:26
2. Stoff und Schnaps (Instrumental) – 2:25

## Formazione
- Lil Kleine – voce
- Ronnie Flex – voce
- Jack Shirak – produzione
- Paul Laffree – mastering, missaggio

## Classifiche

### Classifiche settimanali
| Classifica (2015-16) | Posizione massima |
| -------------------- | ----------------- |
| Austria              | 65                |
| Belgio (Fiandre)     | 3                 |
| Germania             | 16                |
| Paesi Bassi          | 1                 |

### Classifiche di fine anno
| Classifica (2015) | Posizione |
| ----------------- | --------- |
| Belgio (Fiandre)  | 27        |
| Paesi Bassi       | 14        |
| Classifica (2016) | Posizione |
| Germania          | 94        |